# Laccosperma secundiflorum
Laccosperma secundiflorum là loài thực vật có hoa thuộc họ Arecaceae. Loài này được (P.Beauv.) Kuntze mô tả khoa học đầu tiên năm 1891.